# شمشي
شمشي (بالروسية: Шамшы)، (باللاتينية: Shamshy) (بالعربية: شمشي)، قرية في مقاطعة تشوي، في قيرغيزستان. بلغ عدد سكانها حوالي 795 نسمة في عام 2009.